# Eparchie Olsztyn-Danzig

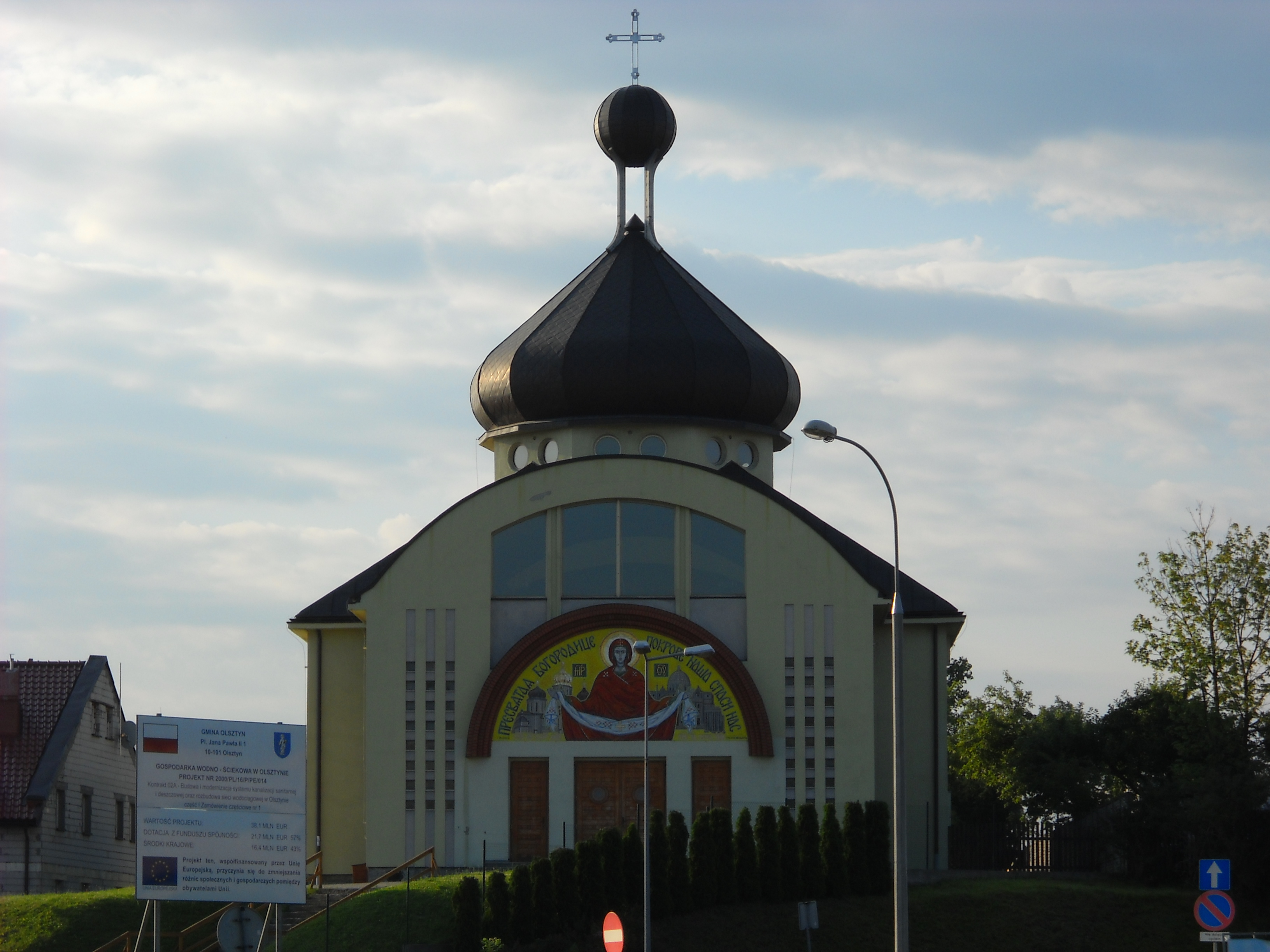
Kathedrale Schutz der Heiligen Jungfrau Maria in Olsztyn

Die Eparchie Olsztyn-Danzig ist eine Eparchie der griechisch-katholischen Kirche in Polen mit Sitz in Olsztyn.

## Geschichte
Die Eparchie Olsztyn-Danzig wurde am 25. November 2020 durch Papst Franziskus neu errichtet. Dazu wurden Gebiete aus der Erzeparchie Przemyśl-Warschau und der Eparchie Breslau-Koszalin im nordöstlichen Polen abgetrennt. Sie wurde der Erzeparchie Przemyśl-Warschau als Suffragandiözese unterstellt. Erster Bischof wurde Arkadiusz Trochanowski.